# Khamul (geslacht)
Khamul is een geslacht van vliesvleugeligen uit de familie Eurytomidae. De wetenschappelijke naam van dit geslacht is voor het eerst geldig gepubliceerd in 2008 door Gates.

## Soorten
Het geslacht Khamul omvat de volgende soorten:
- Khamul erwini Gates, 2008
- Khamul gothmogi Gates, 2008
- Khamul lanceolatus Gates, 2008
- Khamul tolkeini Gates, 2008